# Cómplices al rescate (banda)
Cómplices al rescate foi um grupo musical surgido em 2002 na telenovela infantil Cómplices al rescate. Ao todo, o grupo já lançou 3 álbuns de estúdio, recebeu 2 discos de platina, 1 de ouro e 3 indicações ao Grammy Latino fazendo Cómplices ser a banda infantil mais premiada de 2002.

## Integrantes

### Silvana
Silvana (Belinda/Daniela Luján) é uma garota mimada e rica que vive em uma luxuosa mansão com seu pai Orlando e com sua mãe Regina, uma mulher fria e ambiciosa que nunca deu atenção a garota. Ao saber que teria que frenquetar aulas de canto para participar do novo grupo infantil Cómplices al Rescate, ela acaba descobrindo que não é afinada para cantar. Triste, Silvana vai ao povoado com sua babá Marina ver a festa do povoado e ela acaba descobrindo que lá existe uma garota idêntica a ela. E seu nome é Mariana e descobre que ela canta maravilhosamente bem. Então Silvana, se encontra escondido com a garota e propõe que elas troquem de lugar. Mariana não aceita, mais depois aceita a proposta de Silvana depois que ela aceita ficar no seu lugar para fazer um teste de matemática. E a troca dá certo: Mariana finge que é Silvana e passa no teste da gravadora e se torna a vocalista principal da banda e Silvana passa no teste de matemática. Mais com a morte repentina de Orlando, Silvana fica com depressão e desiste da banda. Ao saber que ficou sem nada da herança de Orlando, Regina furiosa começa a intimidar Silvana e Marina. Mas os planos de Silvana vão por água abaixo. Geraldo descobre que não foi Silvana que ele que ouviu cantar na gravadora e que foi Mariana. Então Regina e Geraldo sequestram Mariana e a obrigam a cantar na banda infantil e Silvana é trancada no porão da mansão. Mas Mariana avisa aos integrantes do grupo que ela não é Silvana e que é Mariana e que foi sequestrada por Regina e Geraldo. Então os Cómplices tentam de tudo para tirar Silvana do porão e salvar Mariana.

### Mariana
Mariana (Belinda/Daniela Luján) é uma menina pobre que vive com sua mãe Rosa, sua tia Helena e sua avó Dona Pura. Mariana canta super bem e participa de um grupo musical chamado de Mariana e seus Amigos. No meio de uma festa do povoado, Mariana acaba conhecendo Silvana uma menina identica a ela que lhe faz uma proposta. Ela pede a garota que se passe por ela no teste da gravadora e em troca ela se passa por ela no teste de matemática. E a troca dá certo: Mariana passa no teste e fica com a vaga de cantora principal do grupo. Mas depois ela descobre que o pai de Silvana morre e perde contato com a garota. Mas as coisas se complicam e Geraldo descobre que foi ela que ele ouviu cantar no teste e sequestram a garota e a obrigam a ficar no grupo musical. Mas Mariana avisa aos integrantes que ela não é Silvana e explica que a mesma está trancada no porão da mansão e que precisa da ajuda deles. Então os Cómplices fazem de tudo para ajudar Mariana e tentar tirar Silvana do porão.

### Joaquim
Joaquim (Fabián Chávez) é a voz principal masculina do grupo. Ele tem dois irmãos: Júlia e Felipe e ambos ficaram com a guarda de sua tia Florência pois seus pais morreram. Mas sua tia foge e desde então passaram a ficar sozinhos. Ele é apaixonado por Silvana mas descobre que foi Mariana que roubou seu coração. Ele e os outros integrantes tentam ajudar as gemêas no decorrer da novela.

## Discografia

### Álbum de estúdio
- Cómplices Al Rescate: Silvana (2002)
- Cómplices Al Rescate: Mariana (2002)
- Cómplices Al rescate: El Gran Final (2002)

## Prêmios e indicações
| Ano  | Prêmio              | Categoria                     | Indicado                            | Resultado |
| ---- | ------------------- | ----------------------------- | ----------------------------------- | --------- |
| 2002 | Latin Grammy Awards | Melhor Álbum Infantil Latino  | Cómplices Al Rescate: Silvana       | Indicado  |
| 2002 | Latin Grammy Awards | Melhor Álbum Grupera Infantil | Cómplices Al Rescate: Mariana       | Indicado  |
| 2003 | Latin Grammy Awards | Melhor Álbum Infantil Latino  | Cómplices Al Rescate: El Gran Final | Indicado  |